# Социальная теория и социальная структура
Социальная теория и социальная структура — главная работа Роберта Мертона по социологии. Переведена на 20 языков и является одним из наиболее часто цитируемых текстов в социальных науках. Впервые опубликована в 1949 году, хотя чаще всего цитируются издания 1957 и 1968 годов. Признана одной из самых важных книг по социологии XX века в ходе опроса социологов Международной социологической ассоциацией
Работа внесла множество понятий в социологию, такие как: явные и латентные функции, дисфункции социального института, референтная группа, теория среднего уровня и другие.

## Содержание
Мертон говорит о том, что слово «теория» может потерять свой смысл из-за «разнообразия его референтных значений», которые усложняют понимание данного слова. По мнению Мертона, в эти референтные значения входит всё: «от второстепенных рабочих гипотез и обстоятельных, но туманных и неупорядоченных рассуждений до аксиоматических систем мышления».
Говоря о социологической теории, автор пишет, что она имеет отношение к «логически взаимосвязанным множествам утверждений, из которых можно вывести эмпирические закономерности». В свою очередь, под теориями среднего уровня Мертон понимает теории, «находящиеся между второстепенными, но необходимыми рабочими гипотезами, появляющимися в изобилии в ходе проведения рутинного исследования, и всеобъемлющими систематическими попытками разработать общую теорию, которая объяснить все наблюдаемые закономерности социального поведения, социальной организации и социального изменения». Иными словами, эти теории — нечто среднее между теориями социальных систем, которые не могут объяснить наблюдаемые явления, потому что они описывают и общие, и частные явления, которые являются совершенно не обобщенными. Такие теории содержат множество предположений. В данной книге теория среднего уровня является главной темой.
Роберт Мертон о своей книге:
Хотя в этой книге я во многом опираюсь на труды социологов прошлого, в ней речь идет не об истории социологической теории, а о систематической сути определенных теорий, с которыми сейчас имеют дело социологи. Разница между ними весьма существенная. И все же их часто смешивают в учебных программах и публикациях. Фактически социальные науки вообще, за все большим исключением психологии и экономики, склонны объединять современную теорию с ее историей в гораздо большей степени, чем такие науки, как биология, химия или физика.
Свойства теорий среднего уровня, которые выделяет Роберт Мертон, следующие:
- Они состоят из ограниченного множества утверждений, из которых логически выводятся и подтверждаются экспериментальным исследованием конкретные гипотезы;
- Не остаются разрозненными, а объединяются в более широкие теоретические системы;
- Также они достаточно абстрактны и выходят за пределы описания или эмпирического обобщения;
- Выходят за рамки различий между микросоциологическими и макросоциологическими проблемами;
- Представляют собой теоретические ориентации, чем строгие и упорядоченные системы, на которые направлен поиск «единой теории»;
- Перекликаются с целым рядом систем социологической мысли;
- Продолжают классические теоретические традиции
- Позволяют точно определить сферу непознанного, то есть они обеспечивают поворот к тем проблемам, которые можно уточнить в сфере имеющихся знаний.

## Русский перевод
- Мертон Р. К. Социальная теория и социальная структура / Пер. с англ. Е. Н. Егоровой, и др.; науч. ред. З. В. Коганова. — М.: АСТ, Хранитель, 2006. — 873 с.